# Список умерших в 1044 году

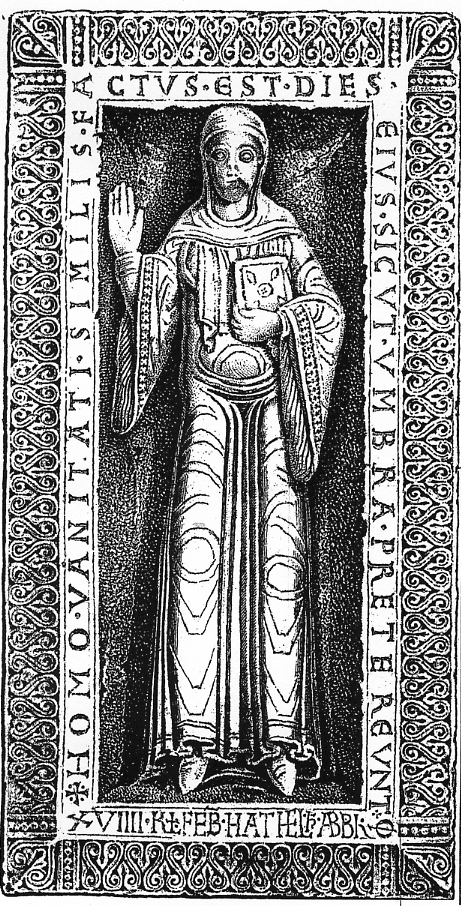
Адельгейда I Кведлинбургская

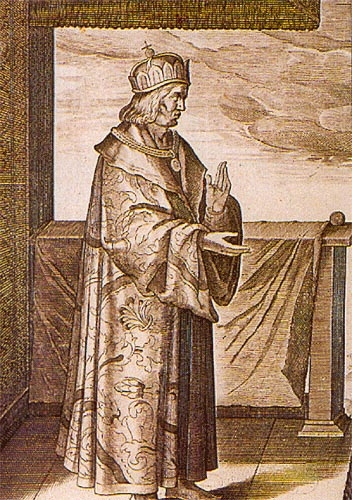
Самуил Аба

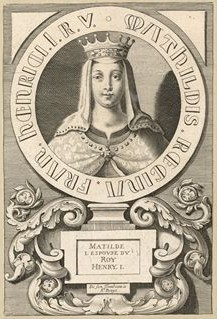
Матильда Фризская

В этой статье представлен список известных людей, умерших в 1044 году.
См. также: Категория:Умершие в 1044 году

## Январь
- 14 января — Адельгейда I Кведлинбургская — княгиня-аббатиса Кведлинбургская с 999 года.
- 18 января — Ацехо[нем.] — епископ Вормса (1025—1044}

## Март
- Джалал ад-Даула[англ.] — буидский эмир Ирака с 1027 года

## Апрель
- 19 апреля — Гозело I Великий — маркграф Антверпена (ок. 988—1044), герцог Нижней Лотарингии (1023—1044), герцог Верхней Лотарингии (1033—1044).

## Май
- 9 мая — Григорий IV — епископ Остии (1034/1037—1044), католический святой.

## Июль
- 5 июля:
  - Зигхард VII — граф в Кимгау из рода Зигхардингов.
  - Самуил Аба — король Венгрии (1041—1044), казнён.
- 13 июля — Поппо I — граф Веймара-Орламюнде, маркграф Истрии (с 1012) и Крайны (с 1041/1043).

## Ноябрь
- 14 ноября — Титмар[нем.] — епископ Хильдесхайма (1038—1044)

## Дата неизвестна или требует уточнения
- Альберик III[англ.] — граф Тускулумский с 1032 года.
- Брячислав Изяславич — князь Полоцкий с 1003 года.
- Джайя Синхаварман II — царь Тямпы (1041—1044).
- Матильда Фризская — королева-консорт Франции (1034—1044), жена короля Генриха I
- Муджахид аль-Муваффак — 1-й эмир Денийской тайфы (1014—1044), эмир Валенсийской тайфы (1018—1021).
- Раджендра I — правитель государства Чола (1012—1044)
- Хивел ап Эдвин — король Дехейбарта с 1033 года. Погиб в бою.
- Шариф аль-Муртаза[англ.] — арабский учёный
- Эстрид Ободритская — дочь вождя ободритов, королева Швеции — жена Олафа Шётконунга, короля Швеции (1000—1022).